# Le voci del bosco
Le voci del bosco è un romanzo dello scrittore friulano Mauro Corona. Libro edito per la prima volta nel 1998 per le edizioni Biblioteca dell'immagine, ha già avuto venti ristampe. Per quest'opera l'autore ha vinto il Premio letterario Nazionale Carnia nel 1998 e il Premio Letterario Nazionale Majella nel 2002.
Il libro è illustrato dall'autore.

## Trama
Nato sul carretto dei genitori, venditori ambulanti, a Baselga di Piné in provincia di Trento, Mauro Corona viene affidato al nonno.
Attraverso i ricordi e gli insegnamenti del nonno boscaiolo e dei vecchi amici, il protagonista esamina gli alberi della sua terra.
In questo libro vi spiega che come noi persone anche gli alberi hanno ognuno la propria personalità.
Abete, acero, maggiociondolo, l'autore parla degli alberi e con gli alberi. La sua esperienza di artigiano prima e di scultore in seguito gli dà modo di comprendere ognuno di loro distinguendo la muga traditrice dal larice onesto, il superbo agrifoglio dal modesto melo.
Tra aneddoti e leggende vengono svelati pregi e difetti degli alberi, che assumono personalità proprie come gli uomini e la loro apparenza fisica manifesta il carattere segreto.

## Citazione
Ma gli alberi, in fondo, non hanno nessuna colpa e, se non vengono provocati dall'uomo, che li toglie a volte brutalmente dal luogo di nascita, le loro miserie le tengono ben piantate nella terra. Gli uomini, invece, portano sovente e volentieri la loro cattiveria in giro per il mondo.